# 시에라리온의 국기

시에라리온의 국기 가로세로 비율 2:3

시에라리온의 국기는 1961년 4월 27일에 채택되었다. 초록색은 농업, 천연자원, 산을, 하얀색은 통일과 정의를, 파란색은 시에라리온의 수도인 프리타운이 세계 평화에 기여하기를 바라는 희망을 의미한다.

## 색상
| 색상 | 초록                | 하양                  | 파랑                |
| ---- | ------------------- | --------------------- | ------------------- |
| RGB  | 30–181–58 (#1EB53A) | 255–255–255 (#FFFFFF) | 0–114–198 (#0072C6) |

## 그 외의 기

시에라리온의 해군기
시에라리온의 대통령기
시에라리온의 외교 사절기

## 과거의 기

영국령 시에라리온의 기 (1889년 ~ 1916년)
영국령 시에라리온의 총독기 (1889년 ~ 1916년)
영국령 시에라리온의 기 (1916년 ~ 1961년)
영국령 시에라리온의 총독기 (1916년 ~ 1961년)
시에라리온의 왕실기 (1961년 ~ 1971년)
시에라리온의 총독기 (1961년 ~ 1971년)

## 비슷한 국기
- 가봉의 국기
- 갈라파고스 제도의 기
- 몰로시아 공화국의 기